# تنمية الطفولة المبكرة
النمو في مرحلة الطفولة المبكرة هو فترة النمو والتغيير البدني والنفسي والاجتماعي السريع الذي يبدأ قبل الولادة ويمتد إلى مرحلة الطفولة المبكرة. في حين أن مرحلة الطفولة المبكرة ليست محددة جيدًا، إلا أن أحد المصادر يؤكد أن السنوات الأولى تبدأ في الرحم وتستمر حتى سن 3 سنوات.